# Yutaka Fujimoto
Yutaka Fujimoto (藤本裕?, Fujimoto Yutaka; 21 dicembre 1950 – 31 ottobre 2001) è stato un cestista giapponese.

## Carriera
Con il Giappone ha disputato una edizione dei Giochi olimpici (1976).